# Mandrin
Mandrin er en fransk stumfilm fra 1924 instrueret af Henri Fescourt.

## Medvirkende
- Romuald Joubé som Mandrin
- Johanna Sutter
- Hugues de Bagratide
- Louis Monfils
- Jacqueline Blanc som Nicole Malicet
- Madame Ahnar som Mme Malicet
- Jeanne Helbling som Mme de Pompadour
- Charles Leclerc som D'Argenson